# Seznam postav herní série Brothers in Arms
Následující seznam obsahuje seznam některých fiktivních postav se základními charakteristikami, které se vyskytují v sérii her Brothers in Arms.

## Larry James Allen
Larry Allen se narodil v Hartfordu v Connecticutu. Po střední škole se přihlásil do armády. Ve výcvikovém táboře se seznámil s Garnettem. Oba měli smysl pro humor i v obtížných situacích. Často vytáčeli Leggetta tak, že superman je podle nich lepší než batman (kterého zbožňoval Leggett).

### Road to Hill 30
Allen je vidět ráno během dne D s Garnettem. Oba poté s hráčem zůstávají až do mise Vykoupení farmy.

### Smrt
V misi Vykoupení farmy vyráží Allen s Garnettem a Leggettem do sevření. V Hell’s Highway vychází najevo, že se Leggett hádá s Allenem, když v tom je mezitím Garnett zastřelen odstřelovačem do hlavy. Allen nestačí včas reagovat a je smrtelně zraněn Němci do žaludku. Po přestřelce se Leggettovi omlouvá a umírá.

## Matthew Baker
Baker se narodil v St. Louise v Missouri. Když mu bylo osm let, jeho rodiče se rozvedli. Po japonském útoku na Pearl Harbor se přihlásil do armády. Během výcviku před dnem D byl velitel jednotky zraněn a desátník Baker se stal seržantem a velitelem jednotky.

### Road to Hill 30
Hráč ovládá Bakera v průběhu hry a vede 3. skupiny. Během bitvy o Kopec 30 byl Baker zraněn střelou z tanku, což zanechalo na jeho čele velkou jizvu.

### Earned in Blood
Baker zde není viděn moc často a hraje vedlejší roli.

### Hell’s Highway
Hráč opět ovládá Bakera. Ten trpí depresemi a vidí duchy jeho mrtvých spolubojovníků, většinou Leggetta. Poté je přinucen říct svým mužům, co se stalo s Allenem a Garnettem v Normandii. Vojáci ztrácejí vůči němu důvěru, ale ve finální scéně mu, kromě Corriona, pomohou.

## James Campbell
Campbell se narodil v malém městě v Missouri. Nikdy neviděl žádnou nemravnost až do přihlášení k armádě.

### Earned in Blood
Campbell je poprvé viděn v noci před dnem D, kde se setká s Colem. Poté, co byl Hartsock povýšen na seržanta, stal se Campbell jeho věrným mužem.

### Hell’s Highway
Campbell zde hraje vedlejší roli a je viděn obvykle s druhou skupinou. V misi Černý pátek je zraněn na krku minometným granátem s Bakerem a Hartsockem a Friarem.

## Samuel Corrion
Corrion před válkou pracoval v textilní továrně v Augustě v Georgii. Je expert na americké i německé zbraně.

### Road to Hill 30
Corrion je poprvé viděn v misi Přetnutí svítání, kde se spojuje s Bakerem. S ním zůstane po zbytek hry.

### Earned in Blood
Corrion je zde opět v Bakerově skupině. Několikrát se schovával v žumpě před Němci.

### Hell’s Highway
Zde hraje Corrion větší roli. Věří v povýšení na seržanta. V misi Hlavní silnice pekla je střelen skrz hruď, ale přežije. Později se dozví o okolnostech konce Allena a Garnetta. Poté začíná být Corrion na Bakera naštvaný.

## Jack Courtland

### Road to Hill 30
Courtland je zde poprvé viděn v misi Coleův útok, a jako poslední se připojuje k Bakerovi.

### Hell’s Highway
Má značně větší roli v této hře. Je mezi spojením speciálních zbraní a útočným týmem.

## Michael Desola
Desola byl z Filadelfie a měl 12 sourozenců. Byl italského původu. Desola se sblížil s Hartsockem během tréninku, již dříve se s ním účastnil barových bitek. Jeho otec vlastnil italskou restauraci a doufal, že jí Michael zdědí po válce.

### Road to Hill 30
S Bakerem je Desola od mise Protnutí svítání a bývá obvykle druhý za Corrionem.

### Earned in Blood
Desola je opět v Bakerově skupině. Naposledy je viděn v misi během útoku na zámek s Allenem, Garnettem a Hartsockem.

### Smrt
V misi Cesta purpurového srdce je Desola zabit při bombardování, když se protahuje Belgickou branou. Jeho žaludek byl rozmašírovaný na kaši.

## Seamus Doyle
Narodil se v Dublinu a po narození se přestěhoval do Spojených států. Vyrůstal v Bostonu. Po vypuknutí druhé světové války se přihlásil do armády. Doyle je velmi oddaný voják a je znám svou prostořekostí.

### Earned in Blood
Poprvé je vidět v noci před dnem D, kdy Hartsockovi zachrání život. S Hartsockem zůstal do té doby, než našel zbytek své jednotky.

### Smrt
Doyle byl zabit střelou z tanku v St. Sauveur. Doslova se rozletěl na kusy, zůstala po něm jen výšivka armády, kterou si Hartsock na památku přilepil na helmu.

## Michael Jeff Garnett
Garnett se narodil v Kentucky. Pracoval jako přístavní dělník na řece Ohio a po vystudování střední školy se přihlásil do armády. Garnett se při tréninku spřátelil s Allenem. Oba měli smysl pro humor i v obtížných situacích. Často vytáčeli Leggetta že superman je lepší než batman (kterého zbožňoval Leggett).

### Road to Hill 30
Garnett je vidět ráno dne D s Allenem. Oba zůstávají s Bakerem do mise Vykoupení farmy.

### Earned in Blood
Garnett je členem Hartsockovy skupiny. V misi Pekelná křižovatka se však s Allenem nepotká.

### Smrt
V misi Vykoupení farmy vyráží Allen s Garnettem a Leggettem do sevření. V Hell’s Highway vychází najevo, že se Leggett hádá s Allenem, když v tom je mezitím Garnett zastřelen odstřelovačem do hlavy.

## Joe "Zrzek" Hartsock
Hartsock se narodil v Laramie ve Wyomingu. Před válkou pracoval jako dřevorubec. Byl divoký a vzpurný a získal odpornou jizvu během barové bitky, když spadl na rozbitou láhev. Vzal si ženu Ermu, a byl tak jediný ženáč v Bakerově týmu.

### Road to Hill 30
Hartsock je viděn ráno dne D a s Bakerem zůstává do konce hry, kdy je promován na seržanta a stává se vůdcem 2. skupiny

### Earned in Blood
Hartsock se ujímá velení a s Bakerem se moc nesetkává. Jeho přítelem se stal Doyle, který Harstockovi zachránil život.

### Hell’s Highway
Tady hraje Hartsock vedlejší roli a pomáhá Bakerovi. Začíná mít nedůvěru v Bakerovu schopnost velet, protože Baker začíná trpět přeludy. Navíc se mu začíná stýskat po domově. Jednou udeří minometný granát do kavárny, kde je Hartsock, a ochromí ho od pasu dolů.

## Greg "Mac" Hassay
Hassay se přihlásil do armády v roce 1930 a byl přítelem Bakerova otce. Stal se velitelem jednotky pro dny D.

### Road to Hill 30
Hassay je poprvé viděn během noci před dnem D, jak nalézá Bakera po seskoku. Posílá Bakera na různé mise až do bitvy u Kopce 30.

### Earned in Blood
Hassay je poprvé viděn v misi, kde Hartstockova skupina obléhá pole. Není viděný moc často. Je zraněn během Německého protiútoku v Carentanu.

### Hell’s Highway
Zde se Hassay stal asistentem Colea. On věděl, co se stalo s Leggettem, Allenem a Garnettem v Normandii a diví se Bakerovi, že to věděl i on.

## Kevin Benjamin Leggett
Leggett se narodil v Brooklynu v New Yorku. Připojil se k 101. výsadkové divizi jako rádiový operátor.

### Road to Hill 30
Leggett je poprvé viděn v noci před dnem D, kde se připojuje k Bakerovi a Hassayovi a zůstává s nimi po zbytek hry. Leggett je nesmělý a Bakerovi muži (nejčastěji Allen a Garnett) si z něho dělají legraci.

### Earned in blood
Leggett je viděn v zákopech v bitvě u Kopce 30, kde přináší Bakera zpět k vědomí. Když se Hartsock a jeho družstvo vrátí, je Leggett mrtvý.

### Hell’s Highway
Zde Leggett vystupuje coby duch, který Bakerovi vypráví skutečnost o smrti Allena a Garnetta.

### Smrt
Během obrany Kopce 30 se několikrát pokouší Leggett sehnat obrněnou podporu, ale zbytečně. Když na bojiště přijede německý tank a zraní Bakera, Leggettovi rupnou nervy a střílí na tank se slovy "Chcete mě? Kurva vemte si ně mě! Zabte mě!!! ". V tom tank střelí Leggetta do žaludku a okamžitě ho tak zabije, podobně jako Doyla.

## James Marsh
Marsh se narodil v Oklahomě.

### Earned in Blood
Marsh je zde členem Campbellova týmu a má pušku M1A1 Garand.

### Hell’s Highway
Marsh je obvykle viděn s druhou skupinou a hraje vedlejší roli.

### Smrt
Umírá při bombardování, kdy ho zabije odstřelovač.

## Dale McCreary
Je horlivý mladík, kterému nechybí odvaha. Po bitvě u Carentanu byl povýšen na desátníka, ale protože spackal akci, byl degradován.

### Road to Hill 30
McCreary je poprvé viděn v misi Cesta purpurového srdce, kde se připojuje k Bakerovi. Ten o něm mluví jako o "druhu kreténa".

### Earned in blood
McCreary je vidět jak pomáhá zraněnému Hassayovi v misi Těsné prostory.

### Hell’s Highway
Objevuje se ve větší roli, je v Bakerově týmu, kde má odpor k LaRochemu, ačkoli později vyjádří nad jeho smrtí lítost.

## Derrick McConnell
Narodil se na Floridě. Všude cestoval kolem státu a na začátku války se připojil k 101. výsadkové divizi.

### Earned in blood
McConnell je poprvé viděn s Johnsonem, kdy ještě byl součástí první skupiny. McConnell se později připojuje k Hartsockovi.

### Hell’s Highway
McConnell se zde v podstatě vůbec nevyskytne, jen v misi Zuby nehty.

## Stephan "Obi" Obrieski
Obrieski se narodil ve Varšavě, a invazi Němců do Polska odešel do USA. Po japonském útoku na Pearl Harbor se přihlásil do armády. Později se stane vojákem Bakera. Po válce se chtěl vrátit do Polska. Je velkým přítelem Zanoviche.

### Road to Hill 30
Obrieski je prvně viděn v misi Cesta purpurového srdce, kde je v Hartsockově útočném týmu.

### Smrt
V misi Tom a Jerry je Obrieski zastřelen na střeše kostela nepřátelským odstřelovačem a padá dolů.

## Franklin Paddock
Narodil se v Kansasu. Na začátku války se připojil k 101. výsadkové divizi.

### Earned in blood
Paddock zde podává dobré výkony, přesto není povýšen.

### Hell’s Highway
Zde je Paddock pod velením Corriona, Campbella a Zanoviche. Zachrání život Bakerovi tím, že shodí odstřelovače dolů ze zvonice v misi Vyryto v kameni, který zabil Colea.

## William Paige
William Paige se narodil v Los Angeles. Připojil se ke 101. výsadkové divizi. Paige je, podobně jako Leggett, škádlen a zesměšňován, což u něho vyvolalo nesnášenlivost k několika jedincům. Jen McConnell s ním kamarádí.

### Earned in blood
Paige je prvně vidět na konci akce v St. Martin.

### Hell’s Highway
Jeho jméno je vidět na džípu s jmény mužů, kteří zemřeli v Normandii.

### Smrt
U St. Sauveur zabije tanková střela Doyla a zčásti také Paigeho. Ten s posledními silami a prostřelenou aortou odtahuje Hartsocka do bezpečí, pak Paige umírá.

## Dean "Friar" Winchell
Friar se připojil k 101. výsadkové divizi když začala válka. Zřídka mluví.

### Earned in blood
Je vidět ráno dne D, kdy se připojuje k Hartsockovi.

### Hells´ Highway
Je obvykle viděn s druhou skupinou. Později umírá v misi Černý pátek při těžkém zranění Hartsocka.

## Thomas Zanovich
Zanovich je původem Čech. Ve věku 16 let utekl z domova a sloužil ve francouzské cizinecké legii. Později se připojil k americké armádě po útoku na Pearl Harbor. Vzhledem je podobný postavě Tommyho Angela z jiné PC hry Mafia: The City of Lost Heaven.

### Road to Hill 30
Zanovich je prvně viděný v misi Cesta purpurového srdce, kde se připojuje k Bakerovi a zůstává s ním v průběhu hry. V letadle, poté co je zasažené, se po podlaze válejí Hartsock, Allen a Garnett, zatímco Zanovich před nimi stojí.

### Earned in blood
Nevyskytuje se zde moc často.

### Hell’s Highway
Zanovich zde hraje větší roli, je velitelem družstva. Řídí džíp a má silný smysl pro humor.

## Franky "Fazole" LaRoche
LaRoche je mladý voják v Bakerově týmu, který lhal o svém věku, jen aby mohl na vojnu. Typická ukázka naivního mladíka naplněného hrdinstvím. Mladý Během bitev se seznámí s dívkou a jeho morálka upadá. Protože nedbá na rady Corriona, umírá na postřelení do hrudi.

## James "Jimmy" Roselli
Roselli je tichý vojín, který se pozná s cigaretami na helmě připevněné gumičkou.

## George Risner
George Risner je přítel Bakera z dětství. Oba se poté v RtH30 setkali.

### Road to Hill 30
Risner ovládá tank Stuart, který získává pod velení Baker. V misi Vyprahnutá oblast však Baker přichází nejen o tank, ale i o Risnera.

### Hell’s Highway
Risner je viděn krátce jako duch.